# دانيال ماكلين
دانيال ماكلين (بالإنجليزية: Daniel McLean)‏ هو شخصية أعمال أمريكي، ولد في 2 أكتوبر 1770 في نيوجيرسي في الولايات المتحدة، وتوفي في 8 فبراير 1823 في الإسكندرية في الولايات المتحدة.